# Ородалтис
Ородалтис (др.-греч. Ωροδάλτις} — правительница Прусиады Приморской (ныне Гемлик) во второй половине I века до н. э.

## Биография
До нашего времени дошли монеты с именем Ородалтис. По всей видимости, её отцом был принадлежащий к вифинской династии теократ Команы Понтийской Ликомед, женатый на одной из дочерей понтийского царя Митридата VI Орсабарис. Таким образом, Ородалтис могла вести происхождение от нескольких эллинистических царских домов Малой Азии.
Гельмут Берве характеризует её правление как «тираноподобное». По мнению О. Л. Габелко, повелительницей Прусиады Приморской, бывшего Киоса, Ородалтис стала благодаря решению римского сената. В случае отсутствия прямых наследников местных династий по мужской линии римляне зачастую делали марионеточными правителями женщин, контролируя затем их деятельность. Тем не менее, скорее всего, именно с завершением царствования Ородалтис Георгий Синкелл связывает окончание владычества вифинской и понтийской династий. Произошло это в 22 году до н. э., во время территориальных реформ Марка Агриппы на Востоке.